# 反表現規制
反表現規制（はんひょうげんきせい、英: anti-censorship）は、各国の憲法に記載された表現の自由条項を根拠とし、出版や創作などの表現行為に対する規制に反対する立場である。反表現規制を主張する個人や団体が、規制の反対を主張する表現には、政治的表現、科学的表現、アニメ、漫画、コンピュータゲーム、ポルノグラフィなどがある。反検閲ともいう。

## 歴史

### 日本
野間易通は、1996年2月8日にジョン・ペリー・バーロウが通信品位法に抗議して出した「サイバースペース独立宣言」がネット上のおたくによる反表現規制運動の元祖と呼んでいる。通信品位法に対しては、AOLやYahoo!などがウェブページを真っ黒にして同法による表現規制への反対を表明した。
2008年に、NGOのAMIが、「創作物の規制/単純所持規制に反対する請願署名市民有志」を発足させ、約2万3000の署名を集め、一部を国会に提出した。このメンバーは後にコンテンツ文化研究会を結成した。
漫画家の赤松健は、山田太郎が29万票以上を獲得した第24回参議院議員通常選挙を、「反表現規制が票に結びつかないという通説を覆し、オタク層が票田となる可能性を示した初めての国政選挙」と述べた。
2010年代頃から、萌え絵や成人向け漫画、差別的な表現に対する規制に反対する者を中心に、「表現規制はエロから始まる」として反表現規制を掲げる者を表す「表現の自由戦士」という用語が用いられるようになった。元々は蔑称として用いられてきた用語だったが、やがて反ジェンダー運動と一体化して規模が拡大した結果、「表現の自由戦士」と揶揄されてきた側が自称しフェミニストをはじめとするポルノ表現に批判的な者に対し人身攻撃を行うようになった物である。

### アメリカ合衆国
第二次世界大戦後に、カトリック系の活動家が表現規制運動を主導していたが、アメリカ自由人権協会の強硬な反対により実現しなかった。
1980年代にキャサリン・マッキノンとアンドレア・ドウォーキンは、ミネアポリスとインディアナポリスに反ポルノグラフィ条例の成立を働きかけた。ミネアポリスの条例は議会で可決するが、市長のドナルド・M・フレイザーは条例が「アメリカ合衆国憲法修正第1条が顧みられておらず、文言が漠然としており、女性が性行為の客体であるという考えも修正第1条によって保護される」として拒否権を行使した。インディアナポリスの条例は市長の署名を経て成立するが、アメリカ書籍業協会対ハドナット裁判で、反ポルノ条例が表現の内容で優劣をつけているとしたフランク・イースターブルック判事により違憲無効判決が出された。

## 対象
反表現規制が表現規制を問題視して批判を行う対象は、政府や自治体などの公的な機関だけではなく、金融的検閲を行うことがあるクレジットカード会社などの民間の組織も含まれる。